# 栗栖弘臣
栗栖 弘臣（くりす ひろおみ、1920年〈大正9年〉2月27日 - 2004年〈平成16年〉7月19日）は、日本の内務官僚、海軍軍人及び陸上自衛官。第13代陸上幕僚長、第10代統合幕僚会議議長。

## 経歴
呉第一中学校、第一高等学校を経て1943年（昭和18年）9月、東京帝国大学法学部卒業。高等文官試験（高文）行政科に首席で合格し内務省に入省するが、短期現役海軍法務科士官を志願し帝国海軍へ。南方戦線へ従軍し、海軍法務大尉として1945年（昭和20年）8月の終戦を迎える。終戦後も、現地で戦犯の特別弁護人を務め、復員が1948年（昭和23年）まで遅れた。
復員後は官僚に戻らず、弁護士となったが、1950年（昭和25年）に総理府事務官となり、1951年（昭和26年）9月、警察予備隊（保安隊を経て陸上自衛隊）に入隊し、警察士長（陸軍少佐・三等陸佐に相当）に任じられる。第13師団長時代には、広島市の中心部で観閲式を行った。その後、東部方面総監を経て、1976年（昭和51年）10月、第13代陸上幕僚長、1977年（昭和52年）10月、第10代統合幕僚会議議長に就任。
1978年（昭和53年）7月、「週刊ポスト」誌上で「現行の自衛隊法には穴があり、奇襲侵略を受けた場合、首相の防衛出動命令が出るまで動けない。第一線部隊指揮官が超法規的行動に出ることはありえる」と有事法制の早期整備を促す“超法規発言”を行う。かつて法務科士官であった視点での発言であったが、これが政治問題化し、記者会見でも信念を譲らず、同様の発言を繰り返したため、文民統制の観点から不適切として、時の防衛庁長官・金丸信に事実上解任された（2代後の竹田五郎も専守防衛政策を批判し解任されている）。しかしその後、首相（当時）の福田赳夫が閣議で有事立法・有事法制の研究促進と民間防衛体制の検討を防衛庁に指示。国防論議のタブーが破られ、以後多くの国防論議が巻き起こるきっかけとなった。
1980年（昭和55年）6月、第12回参議院議員通常選挙の東京都選挙区に民社党公認で出馬したが、落選。その後は静岡新聞の客員論説委員、金沢工業大学附属国際問題研究所所長、国士舘大学客員教授などを務めながら多数の著書などで安全保障問題の発言を続けた。
栗栖の発言から25年後の2003年（平成15年）6月、有事法制の第一段階ともいえる武力攻撃事態対処関連三法（安全保障会議設置法一部改正法・武力攻撃事態等における我が国の平和と独立並びに国及び国民の安全の確保に関する法律（武力攻撃事態対処法）・ 自衛隊法及び防衛庁の職員の給与等に関する法律一部改正法）が成立、有事法制の基本法である「武力攻撃事態対処法」が施行された。

## 年譜
- 1943年（昭和18年）9月30日：海軍法務見習尉官、横須賀鎮守府附[5]
- 1944年（昭和19年）
  - 3月1日：海軍法務中尉任官[6]、東京軍法会議附[7]
  - 4月1日：佐世保鎮守府軍法会議附[8]
  - 9月1日：第二南遣艦隊軍法会議法務官兼第二南遣艦隊司令部附[9]
- 1945年（昭和20年）
  - 3月1日：海軍法務大尉に進級[10]
  - 8月10日：兼補第22特別根拠地隊臨時軍法会議法務官第22特別根拠地隊附[11]
- 1948年（昭和23年）9月：復員
- 1950年（昭和25年）3月20日：総理府事務官に任命[4]
- 1951年（昭和26年）9月：警察予備隊に入隊（警察士長、陸軍少佐相当）
- 1953年（昭和28年）2月1日：2等保安正（陸軍中佐相当）
- 1958年（昭和33年）
  - 3月：在フランス日本国大使館防衛駐在官
  - 8月1日：1等陸佐に昇任
- 1961年（昭和36年）
  - 4月20日：陸上幕僚監部第2部勤務
  - 8月1日：陸上幕僚監部第2部総括班長
- 1962年（昭和37年）8月1日：第4普通科連隊長
- 1965年（昭和40年）7月16日：第12師団司令部幕僚長
- 1967年（昭和42年）3月16日：中部方面総監部幕僚副長
- 1968年（昭和43年）1月1日：陸将補に昇任
- 1969年（昭和44年）3月17日：陸上幕僚監部第4部長
- 1971年（昭和46年）7月1日：北部方面総監部幕僚長 兼札幌駐とん地司令
- 1972年（昭和47年）
  - 3月16日：陸将に昇任
  - 7月1日：第6代 第13師団長に就任
- 1974年（昭和49年）7月1日：統合幕僚会議事務局長 兼統合幕僚学校長
- 1975年（昭和50年）3月17日：第12代 東部方面総監に就任
- 1976年（昭和51年）10月15日：第13代 陸上幕僚長に就任
- 1977年（昭和52年）10月20日：第10代 統合幕僚会議議長に就任
- 1978年（昭和53年）7月28日：退官
- 2004年（平成16年）7月19日：心筋梗塞により死去[2]。84歳没。

## 主張
事務次官は内局の長としてその職務範囲を行政事務に限り、部隊運用を担当する統合幕僚会議議長（現・統合幕僚長）と別系統と考えるべきとしている。また、部隊の運用および運用に関する情報、兵站等は統合幕僚会議の専管とし、事務次官を長とする内局はシビリアン人事、土地建物装備品の管理、施設の維持、建設業務、予算の総括、技術開発の各幕調整を管掌し、さらに国家安全保障の企画立案を主務とし、外国との防衛協力をも担当させるべきとしている。
また著書『日本国防軍を創設せよ』中で、「自衛隊は国民の生命、財産を守るものだと誤解している人が多い。政治家やマスコミも往々この言葉を使う。しかし国民の生命、身体、財産を守るのは警察の使命であって、武装集団たる自衛隊の任務ではない。自衛隊は国の独立と平和を守るのである。警察法と自衛隊法に書いてある。『国』とは、わが国の歴史、伝統に基づく固有の文化、長い年月の間に醸成された国柄、天皇制を中心とする一体感を享受する民族、家族意識である。決して個々の国民を意味しない」と述べた。

## 主な著書
- 『私の防衛論』高木書房、1978年
- 『自衛隊改造論』国書刊行会、1979年。麓保孝対談、序文牛場信彦
- 『いびつな日本人』二見書房、1979年
- 『仮想敵国ソ連』講談社、1980年
- 『核戦争の論理』二見書房、1981年
- 『米ソ激突の恐怖』芳文社、1984年
- 『考える時間はある』学陽書房、1984年
- 『安全保障概論』ブックビジネスアソシエイツ社、1997年
- 『日本国防軍を創設せよ』小学館文庫、2000年
- 『マジノ線物語』K＆Kプレス、2001年

主な論文
- "A basis for an effective U.S.‐Japan security system", Comparative Strategy, 2:4 (1980), 323-334.